# Sarebbe bello...
Sarebbe bello... è un album del cantautore italiano Sergio Endrigo, pubblicato dall'etichetta discografica Vanilla e distribuito dalla Fonit Cetra nel 1977.
L'interprete compare come autore completo di 6 brani e partecipa alla stesura degli altri 4, mentre gli arrangiamenti sono curati da Gianfranco Lombardi, ad eccezione di 'I marinai' e 'Sarebbe bello' che sono curati da Adelmo Musso.

## Tracce

### Lato A
1. Gambe in blue (Sergio Endrigo)
2. La volpe (Sergio Endrigo)
3. I marinai (testo: Tiziano Fonzi – musica: Sergio Endrigo)
4. Ho sognato una donna (testo: Tiziano Fonzi – musica: Sergio Endrigo)
5. Non ammazzate i bambini (testo: Tiziano Fonzi – musica: Sergio Endrigo)

### Lato B
1. Sarebbe bello (Sergio Endrigo)
2. Madame Guitar (Sergio Endrigo)
3. Carnevale (Sergio Endrigo)
4. Altre primavere (Sergio Endrigo)
5. Ofelia (testo: Zvonimir Golob e Arsen Dedić – musica: Sergio Endrigo)